# Veberöd RHC
Veberöd RHC var en rullbandyförening i Veberöd 1994-2000. Klubben vann SM 1999 och 2000.

## Spelare genom åren
| Nr | Land    | Pos | Namn                  |
| -- | ------- | --- | --------------------- |
| 1  | Sverige | MV  | Patrik Svensson       |
| 2  | Sverige | A   | Andreas Hasselgren    |
| 3  | Sverige | A   | Daniel Nilsson Bogren |
| 4  | Sverige | A   | Johan Nilsson         |
| 5  | Sverige | F   | Thomas Johannesson    |
| 6  | Sverige | A   | Mattias Jönsson       |
| 7  | Sverige | F   | Peter Ström           |
| 8  | Sverige | F   | Christian Lundén      |
| 9  | Sverige | F   | Ola Hasselgren        |

## Andra spelare genom årens lopp
| - Håkan Andersson - Henrik Andersson - Markus Lennartsson |